# Concerto pour piano no 1 de Rautavaara
Pour un article plus général, voir Concerto pour piano.
Pour les articles homonymes, voir Concerto pour piano (homonymie).
Le Concerto pour piano no 1 a été écrit par Einojuhani Rautavaara en 1969. Il a été commandé par la radio-télévision publique nationale de Finlande.

## À propos
Einojuhani Rautavaara a écrit son premier concerto pour lui-même, et il l'a joué au piano à plusieurs reprises. Il est créé lors du Festival d'Helsinki, le 29 mai 1970 par Einojuhani Rautavaara au piano, l'Orchestre symphonique de la radio finlandaise sous la direction de Paavo Berglund.
Déçu par la rigueur de la musique sérielle académique et par esthétique de la musique pour piano, il « retourne à l'esthétique de l'expressivité, et à un piano sonore et grandiose ». Le concerto débute par des clusters d'abord réalisés par la paume, puis par tout l'avant-bras. À partir du deuxième mouvement, toute l'œuvre est construite sur une intensification continue. Ce deuxième mouvement s'étend jusqu'à une cadence dissonante et dramatique, avant d'enchainer sur la danse du dernier mouvement, construite sur un rythme à 3+2+3, fréquent dans la musique de Rautavaara.

## Mouvements
Le concerto comporte trois mouvements, et dure environ 21 minutes.
- Con grandezza
- Andante ma rubato
- Molto vivace

## Orchestration
| Instrumentation du Concerto pour piano no 1                          |
| Cordes                                                               |
| premiers violons, seconds violons, altos, violoncelles, contrebasses |
| Bois                                                                 |
| 2 flûtes, 2 clarinettes                                              |
| Cuivres                                                              |
| 4 cors, 2 trompettes, 2 trombones                                    |
| Percussions                                                          |
| timbales                                                             |

## Enregistrements
- Cantus Arcticus, Piano Concerto no 1, Symphonie no 3, Laura Mikkola (p), Orchestre national royal d'Écosse, Hannu Lintu, 1997 (Naxos).